# Szutrówka
Szutrówka lub Sutrówka (749 m) – szczyt w głównej grani Pieninek w Pieninach Właściwych.
Góra położona jest w zachodniej części Pieninek, pomiędzy Bajków Groniem (716 m) a Ociemnym Wierchem (740 m). W południowym kierunku do Pienińskiego Potoku opada z niego krótka grzęda, w dolnej części zakończona Białymi Skałami. Północne zbocza są dość łagodne. Na północ odbiega ze szczytu boczny grzbiet kulminujący na Łupisku (659 m), następnie opadający do doliny Krośnicy, ku północnemu wschodowi biegnie zaś grzbiet Wudyki z Zimną Skałą (612 m) opadający do doliny Dunajca. Partie szczytowe porasta las, jednak nieco niżej stoki pokrywają liczne polany – na wschód od szczytu znajduje się Kurnikówka, od której na północ leży polana Pieninki, natomiast na wspomnianym bocznym grzbiecie – między innymi Stolarzówka.
Szczególnie interesująca jest flora stromych, niezalesionych zboczy i urwisk skalnych. Rośnie tu m.in. złocień Zawadzkiego, w Europie znany jedynie z Pienin. Na nasłonecznionych płaśniach wśród skał występuje szereg gatunków roślin kserotermicznych, m.in. smagliczka Arduina, która w Polsce występuje również tylko w Pieninach, a także rozchodnik ostry, aster alpejski, Posłonek alpejski skalny i traganek jasny. W rejonie Białych Skał spotykani są tacy przedstawiciele awifauny, jak orlik krzykliwy, pustułka i kruk.
W zboczu Białych Skał, powyżej doliny Krośnicy, znajduje się jaskinia – Borsucza Jama.
Szutrówka znajduje się w Pienińskim Parku Narodowym w granicach Krościenka nad Dunajcem, w województwie małopolskim, w powiecie nowotarskim.

## Szlaki turystyki pieszej
Przez szczyt przechodzi znakowany na niebiesko pieszy szlak turystyczny zwany Sokolą Percią.
 niebieski Trzy Korony – Sokola Perć (Bajków Groń, Białe Skały, Ociemny Wierch, Czerteż, Czertezik, Sokolica) – Szczawnica.

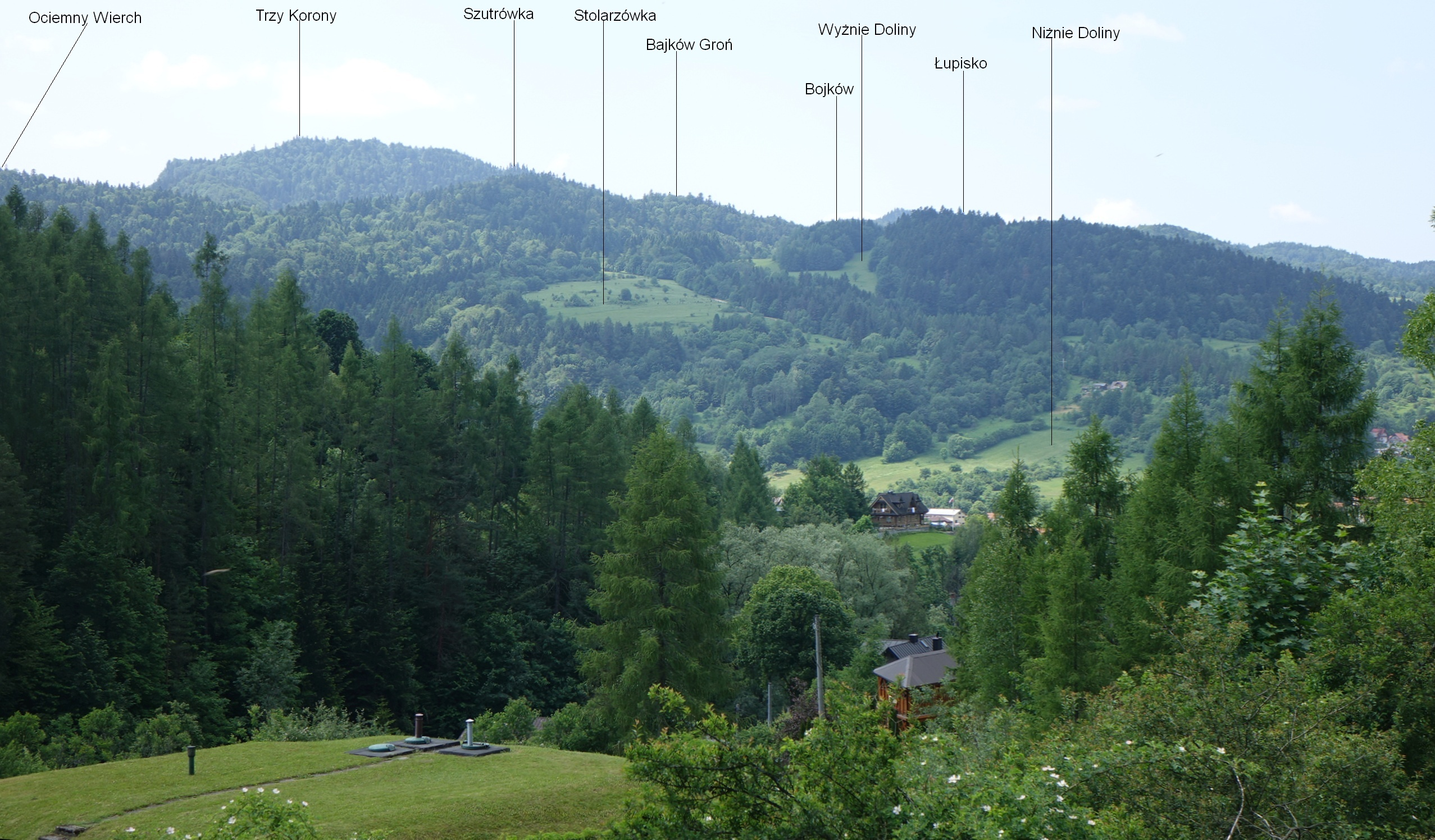
Widok z Babiej Góry w Krościenku nad Dunajcem